# Dorsey Burnette
Dorsey Burnette (28 de dezembro de 1932 - 19 de agosto de 1979) foi um pioneiro cantor de rockabilly de Memphis, Tennesse.

## Carreira
Dorsey Burnette tocou baixo no grupo de rockabilly de seu irmão mais novo, Johnny Burnette, e como artista solo conseguiu um sucesso significativo no final dos anos 50 e começo dos 60 com as músicas "Tall Oak Tree", "Big Rock Candy Mountain" e "Hey Little One".
Ele é mais conhecido por seu talento prolífico de compositor, incluindo canções gravadas pelo ídolo das adolescentes Ricky Nelson.
Em agosto de 1979, Dorsey Burnette morreu em consequência de um ataque cardíaco em Canoga Park, Califórnia, e foi enterrado com seu irmão Johnny no Forest Lawn Memorial Park Cemetery em Glendale, Califórnia.